# 홍콩상하이은행

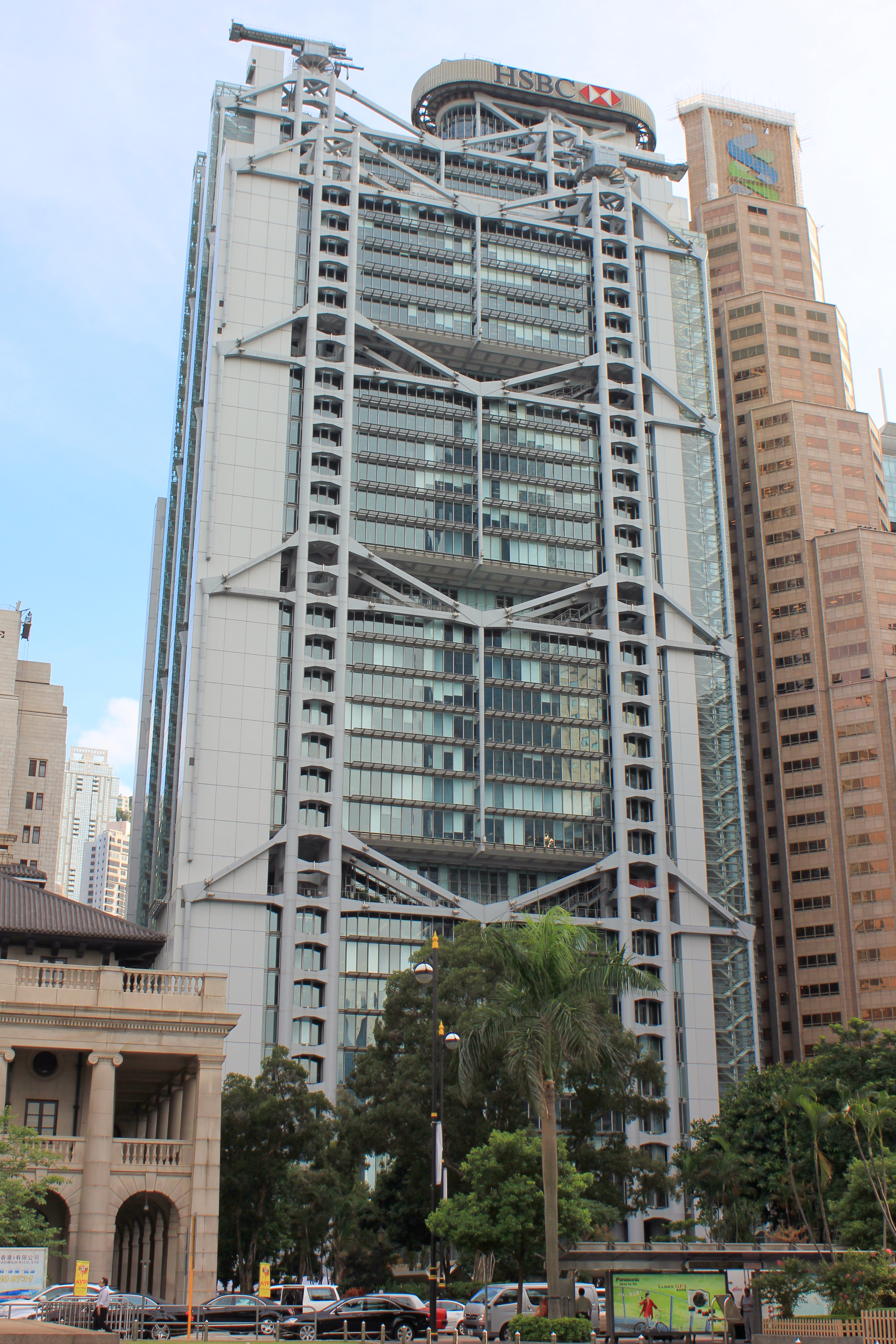

홍콩상하이은행(The Hongkong and Shanghai Banking Corporation,香港上海滙豐銀行 香港上海汇丰银行) 또는 HSBC는 1865년 영국령 홍콩에서 설립된 은행이다. HSBC 홀딩스의 계열사로, 스탠다드차타드 은행, 중국은행과 함께 홍콩 달러를 발권하고 있다.

## 국가별 사업 내용

### 중국
1865년, 영국령 홍콩에 설립된 이후 중국 상하이에 첫 지점을 내놓으면서 업무를 시작하였다.

### 대한민국
1897년 8월 21일 인천 제물포 사무소를 열면서 한국에 진출했다. 1974년 10월 무역금융을 지원하기 위해 서울에 사무소를 개설하였고, 1982년 부산지점을 개설하며 본격적인 영업을 시작했다. 1984년 12월 10일 '홍콩상하이은행' 상호로 대한민국 법인을 설립하였다.
1997년 대한민국 외환위기 당시 제일은행과 서울은행의 인수 인계전에 뛰어들었지만 실패하였으며, 이후 서울, 삼성, 서초, 방배, 압구정, 광장, 분당, 인천, 부산, 대구 및 대전 지점 등 총 11개 지점을 운영하였으나 2014년 2월 5일 지점 폐쇄 인가를 받아 3월 21일 서울 지점을 제외한 전 지점을 폐쇄하면서 개인금융 업무를 중단하였다.
폐쇄 당시 ATM 기계 또는 전화 이체용 은행 식별 코드는 054였다.

## 같이 보기
- 항셍은행
- 교통은행